# Med nio liv
Med nio liv (engelska: The Lives of Christopher Chant) är en fantasyroman av Diana Wynne Jones från 1988, översatt till svenska 1991 (Rabén & Sjögren). 

## Handling
Christopher Chant är en mycket ensam pojke, han bor med sina föräldrar i ett fint hus i London. Trots att Christopher bor med sina föräldrar så ser han sällan till dem. Pappan är nästan aldrig hemma, Christopher ser honom bara skymta förbi ibland. Mamman är för Christopher mest sjalar och sidenkjolar, istället uppfostras han av  guvernanter. Det visar sig snart att Christopher är född till trollkarl. Han skickas därför iväg till en internatskola för att studera magi. Christopher har förmågan att flytta sig mellan olika världar, men inser snart att det är någon som är ute efter att skada honom.